# جيسيكا هيوت
جيسيكا هيوت (بالفنلندية: Jessica Huot)‏ هي متزلجة فنية فنلندية، ولدت في 30 مارس 1983 في هوليوك في الولايات المتحدة.

## وصلات خارجية
- جيسيكا هيوت على موقع الاتحاد الدولي للتزلج (الإنجليزية)